# Luzia Ebnöther
Luzia Ebnöther, född den 19 oktober 1971 i Zürich, Schweiz, är en schweizisk curlingspelare.
Hon tog OS-silver i damernas curlingturnering i samband med de olympiska curlingtävlingarna 2002 i Salt Lake City.